# Élie-Abel Carrière

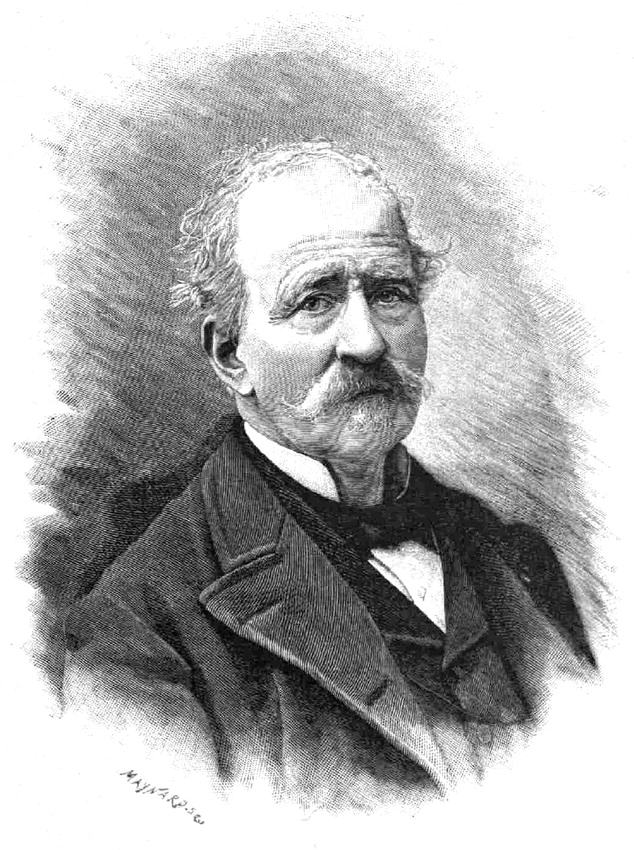
Élie-Abel Carrière

Élie-Abel Carrière (* 4. Juni 1818 in May-en-Multien im französischen Département Seine-et-Marne; † 17. August 1896 in Paris) war ein französischer Gärtner, Botaniker und Schriftsteller. Sein offizielles botanisches Autorenkürzel lautet „Carrière“.

## Leben und Wirken
Seinen Schwerpunkt innerhalb der Botanik setzte er auf die Nadelgehölze; unter anderem hat er die Gattungen Tsuga (Hemlocktannen), Pseudotsuga (Douglasien) und Keteleeria aufgestellt.
Sein Hauptwerk ist Traité général des conifères (1855), das 1867 in einer stark überarbeiteten Auflage erschienen.
Bis 1869 war Carrière Leiter der Baumschule des Muséum d’Histoire Naturelle Paris. Am 16. Juni 1866 wurde Carriere zum Chefredakteur der 1829 gegründeten Gartenbauzeitschrift Revue horticole ernannt, die er bis zu seinem Lebensende herausgab.
Carrière veröffentlichte zahlreiche Beiträge zur Kultur von Obstgehölzen.

## Ehrungen
Adrien Franchet benannte nach Carrières Tod im Jahr 1896 im selben Jahr die Gattung Carrierea aus der Familie der Weidengewächse (Salicaceae) nach ihm.

## Schriften (Auswahl)
- Pépinières. Dusacq, Paris 1855 (Digitalisat).
  - Neue Auflage, Paris 1890 (Digitalisat).
- Traité général des conifères […]. Paris 1855 (Digitalisat).
  - 2., stark überarbeitete Auflage, 2 Teile, Paris 1867 (Teil 1, Teil 2).
- Les arbres et la civilisation. Paris [1855–1860]? (Digitalisat).
- Les hommes et les choses en 1857. Paris 1857 (Digitalisat).
- Entretiens familiers sur l’horticulture. Paris 1860.
- Encyclopédie horticole. Paris [1862] (Digitalisat).
- Guide pratique du Jardinier multiplicateur […]. Paris 1856 (Digitalisat).
- Production et fixation des variétés dans les végétaux. Paris [1865] (Digitalisat).
- La vigne. Paris [1865] (Digitalisat).
- Mélanges philosophiques. Paris 1867 (Digitalisat).
- Arbre généalogique du groupe pêches. Paris 1867 (Digitalisat).
- Description et classification des variétés de pêchers et de brugnonniers […]. Paris [1867] (Digitalisat).
- Origine des plantes domestiques démontrée par la culture du Radis sauvage. Paris 1869 (Digitalisat).
- Montreuil-aux-Pêches historique et pratique […]. Paris [1880]? (Digitalisat).
- Semis et mise à fruit des arbres fruitiers. Paris 1881 (Digitalisat).
- Étude générale du genre pommier et particulièrement des pommiers microcarpes ou pommiers d’ornement […]. Paris 1883 (Digitalisat).